# Dichorisandra fluminensis
Dichorisandra fluminensis är en himmelsblomsväxtart som beskrevs av Alexander Curt Brade. Dichorisandra fluminensis ingår i släktet Dichorisandra och familjen himmelsblomsväxter. Inga underarter finns listade.